# Wilhelm I Hohenzollern

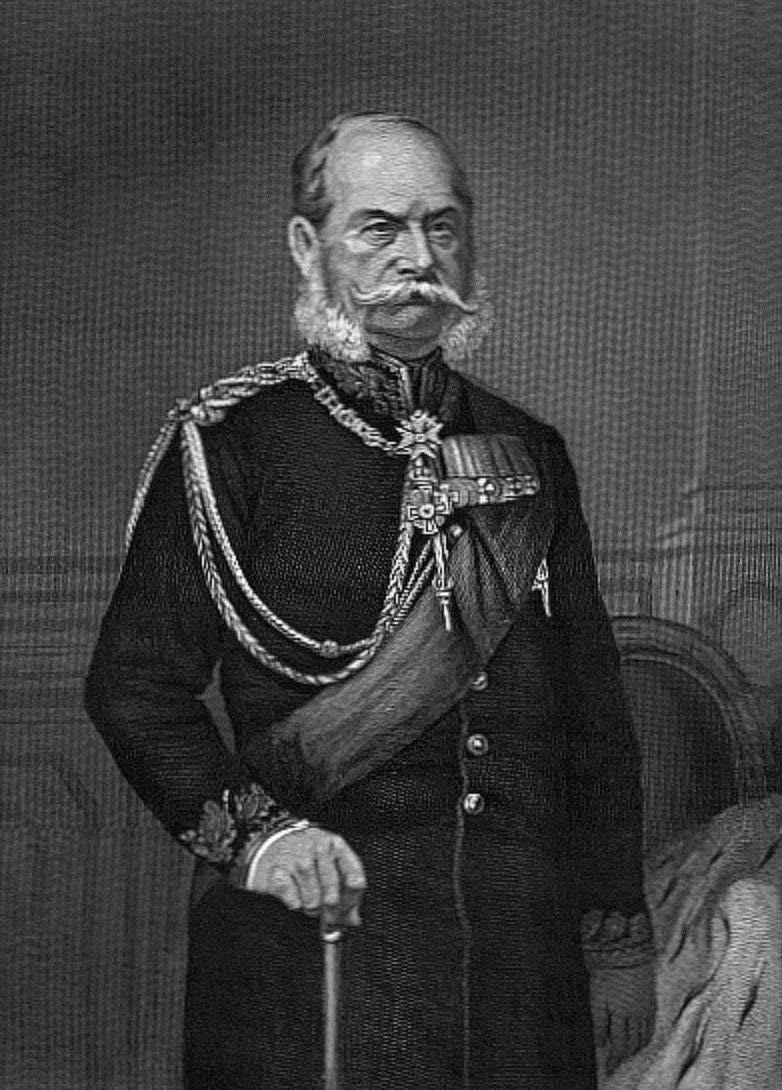
Wilhelm I

Wilhelm I Hohenzollern, urodzony jako Wilhelm Friedrich Ludwig von Preußen (ur. 22 marca 1797 w Berlinie, zm. 9 marca 1888 tamże) – regent, a w późniejszym czasie król Prus w latach 1861–1888 z dynastii Hohenzollernów, prezydent Związku Północnoniemieckiego w latach 1867–1871, a od 1871 cesarz niemiecki. Współtwórca II Rzeszy Niemieckiej. Wilhelm był drugim synem króla Fryderyka Wilhelma III Pruskiego i królowej Luizy z dynastii meklemburskiej.
Wilhelm I znany był powszechnie pod przydomkiem „księcia kartaczy” (Kartätschenprinz), jaki przylgnął do niego po stłumieniu powstania w Wielkim Księstwie Badenii w kwietniu 1848 oraz „białobrody” – w aluzji do średniowiecznego cesarza Fryderyka I Barbarossy – „rudobrodego”.
W latach 1858–1861 zastępował w sprawowaniu władzy swego chorego nerwowo brata, króla Fryderyka Wilhelma IV, w 1861 r. koronował się w Królewcu na króla Prus. Dziesięć lat później (18 stycznia 1871), po zwycięstwie Prus w wojnie z Francją, w podparyskim Wersalu obwołano go cesarzem niemieckim (wzniesiono wówczas okrzyk na cześć „cesarza Wilhelma”). Zmarł w „roku trzech cesarzy” (1888).

## Dzieciństwo i młodość
Urodził się 22 marca 1797 roku w pałacu Następców Tronu (niem. Kronprinzenpalais) w Berlinie. Wychowywaniem księcia koronnego – zgodnie z obowiązującymi wówczas trendami – zajmował się Friedrich Delbrück – rektor szkoły pedagogicznej w Magdeburgu. Już w wieku 10 lat został mianowany przez swego ojca oficerem (podporucznikiem) (po pamiętnej klęsce pod Jeną i Auerstedt). W 1814 uczestniczył w kampanii antynapoleońskiej, podczas której otrzymał pruski Krzyż Żelazny. Po pobycie we Francji zajmował się dowodzeniem jednym z batalionów w Szczecinie, po czym otrzymywał kolejne awanse w wojsku. W 1829 odznaczony Orderem Orła Białego. Trudne lata młodości ukształtowały charakter i osobowość przyszłego cesarza. Zrodziły w nim potrzebę stabilności, poszanowanie prostoty oraz niezachwiane przekonanie o konieczności posiadania niezwyciężonej armii.
Po rozstaniu z Elizą Radziwiłłówną zaręczył się w 1830 z księżniczką Augustą z Saksonii-Weimaru-Eisenach – córką wielkiego księcia sasko-weimarskiego.

## Książę i regent Prus
Po śmierci ojca w 1840 r. awansowano go do stopnia generała piechoty, odziedziczył również po ojcu dobra złotowskie. Podczas Wiosny Ludów optował za nadaniem Prusom nowoczesnej konstytucji, zdecydowanie wypowiadał się jednak przeciw zbrojnym powstaniom i zamieszkom. Wypowiedział się również za bezwzględnym stłumieniem powstania w Berlinie (marzec 1848) poprzez ostrzelanie miasta kartaczami, podobnie jak miesiąc później w przypadku Badenii. Złośliwi dziennikarze nie zapomnieli mu tego i od tego czasu funkcjonuje w zbiorowej pamięci jako „książę kartaczy” (Kartätschenprinz).
Po 1848 r. jego osoba spotykała się w Prusach z tak nieskrywaną niechęcią, że brat Fryderyk Wilhelm IV doradził mu wyjazd do Londynu. W Anglii zapoznał się z wieloma politykami i działaczami, m.in. Johnem Russellem, Robertem Peelem, księciem Albertem, z którymi wymieniał spostrzeżenia o sytuacji w Niemczech. Po dwóch miesiącach wrócił do Prus, gdzie został wybrany deputowanym do Zgromadzenia Narodowego. Po paru miesiącach porzucił jednak mandat i wrócił do ulubionego Poczdamu. Miał swój udział w tworzeniu nowego, porewolucyjnego rządu Prus. W 1849 r. zajmował się tłumieniem powstania w księstwie Badenii (pełnił tam funkcję dowódcy armii), po czym mianowano go wojskowym gubernatorem Nadrenii-Westfalii.

## Nowa era
Po stłumieniu rewolucji 1848 zmienił swój polityczny wizerunek, tak że nawet wiele kręgów reformatorskich i liberalnych zaczęło wiązać z nim nadzieję. W 1857 r. został zastępcą chorego psychicznie króla, w 1858 r. mianowano go regentem. Od tego czasu de facto samodzielnie sprawował władzę. W listopadzie 1858 powołał osobne Ministerium „Hohenzollern – Nowa Era”, które miało za zadanie zajmować się reformami instytucjonalnymi skostniałego państwa pruskiego. W polityce zagranicznej zasłynął znacznie bardziej krytycznym nastawieniem do Rosji niż zmarły w 1861 r. brat, a w stosunkach wewnętrznych odznaczał się silnym antyklerykalizmem (wymierzonym jednak głównie w katolików), co szczególnie spodobało się ówczesnym liberałom. Opowiadał się również za zreformowaniem i wzmocnieniem wojska.

## Król Prus
Uroczysta koronacja króla (ostatnia w historii Prus, następcy na tronie nie koronowali się) nastąpiła 18 października 1861 i od razu Wilhelm przystąpił do pracy w służbie kraju. W polityce wewnętrznej początkowo sceptycznie odnosił się do bismarckowskich planów zjednoczenia Niemiec przez walkę z Austrią, jednocześnie opowiadał się za rywalizacją z Habsburgami. 8 lutego 1863 zawarł z Rosją tzw. konwencję Alvenslebena, zakładającą współdziałanie w tłumieniu powstania styczniowego.
W 1866 r. osobiście dowodził wojskiem (w wieku 69 lat), które odniosło sukces w walce z Austriakami w bitwie pod Sadową. Prusacy początkowo ulegali Austriakom, ale natarcie posiłków gen. Helmuta von Moltkego diametralnie zmieniło przebieg bitwy. Król krzywo patrzył na dyplomatyczne gry „żelaznego kanclerza” podczas rozmów pokojowych z Austrią. Wraz z elitami wojskowymi domagał się aneksji Saksonii oraz odebrania Habsburgom Austrii właściwej (Dolna i Górna Austria) i Czech, co wykluczyłoby tę dynastię z Rzeszy i pozwoliłoby zjednoczyć wszystkie ziemie niemieckie. Bismarck nie chciał jednak osłabiać Habsburgów, wolał uczynić z ich osłabionego państwa wygodnego sojusznika Prus. Zdanie kanclerza podzielał następca tronu kronprinz Fryderyk i Wilhelm dał się w końcu przekonać.
Na mocy konstytucji Związku Północnoniemieckiego Wilhelm został prezydentem tego tworu. W polityce wewnętrznej coraz bardziej powracał do ideałów umiarkowanie liberalnych, zwalniając twardogłowych ministrów z okresu wojny prusko-austriackiej. W 1870 r. znów przyszło mu dowodzić wojskiem – tym razem przeciwko Francji.

## Cesarz niemiecki

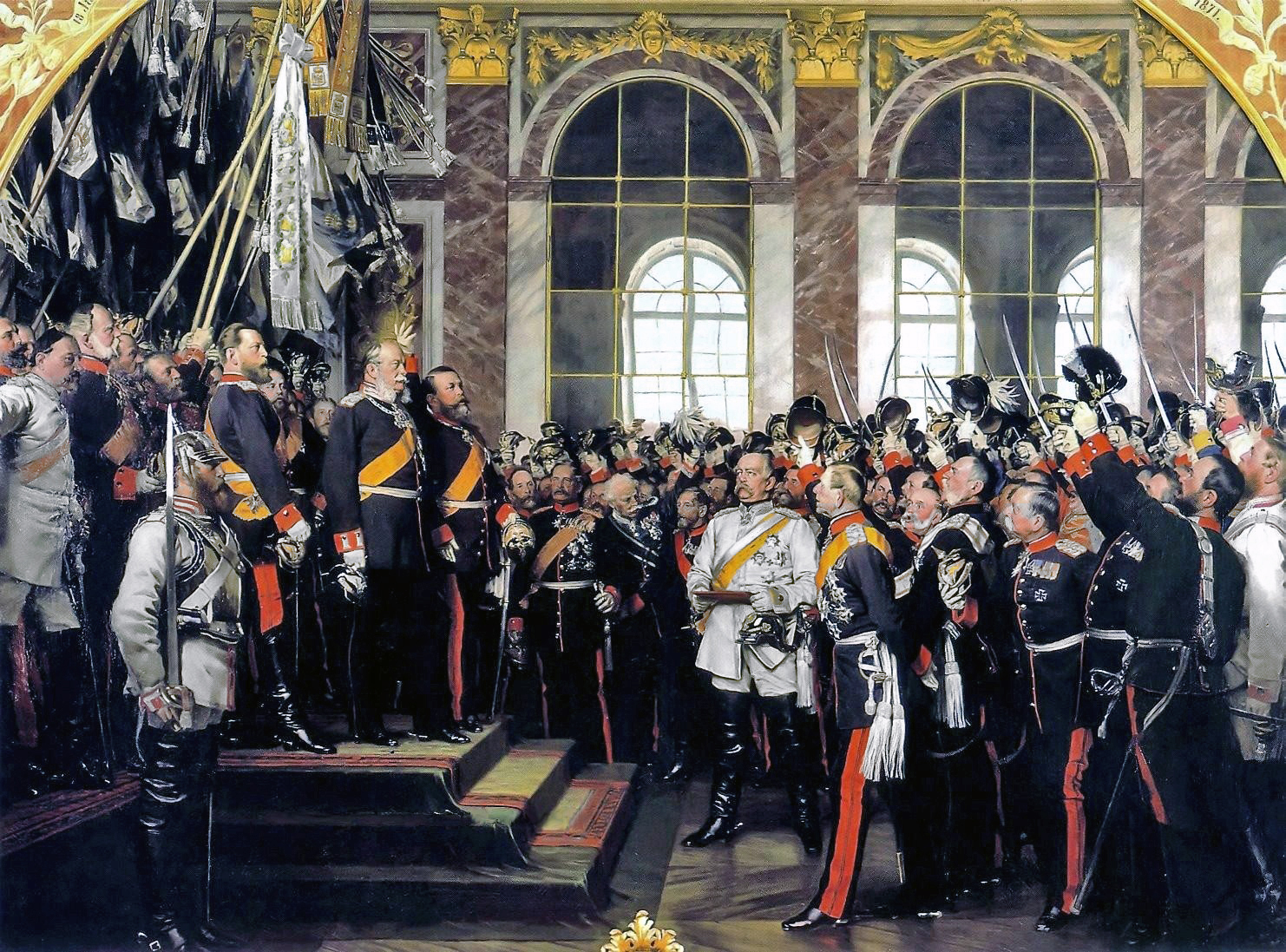
Proklamacja Cesarstwa Niemieckiego w pałacu wersalskim

Po Zjednoczeniu Niemiec, które było w dużej mierze dziełem władcy, poświęcił się pracy organicznej na rzecz nowego państwa, m.in. założył i promował rozbudowę floty cesarskiej, ograniczając swe zainteresowania reformami w Prusach. W 1872 r. zainicjował spotkanie przywódców trzech mocarstw rozbiorowych w Berlinie, podczas którego doszło do zbliżenia politycznego między ich władcami. 22 października 1873 dołączył do konwencji wojskowej Austro-Węgier i Rosji, co formalnie zapoczątkowało Sojusz Trzech Cesarzy.

## Zamachy
Wilhelm I w trakcie swego panowania stał się obiektem co najmniej trzech zamachów. 14 lipca 1861 r. nieomal padł ofiarą młodego studenta Oskara Beckera. Do kolejnego ataku na cesarza doszło 11 maja 1878 r. z inicjatywy socjaldemokraty Maxa Hödla, który oddał kilka strzałów w stronę pary cesarskiej. Trzeci zamach nastąpił 2 czerwca tego samego roku – dokonał go w stołecznym Tiergarten doktor nauk rolniczych Karl Nobiling. Dwa ostatnie ataki kanclerz Otto von Bismarck wykorzystał dla wprowadzenia w parlamencie tzw. ustaw antysocjalistycznych, choć nie dowiedziono związku między sprawcami a organizacjami socjaldemokratów.

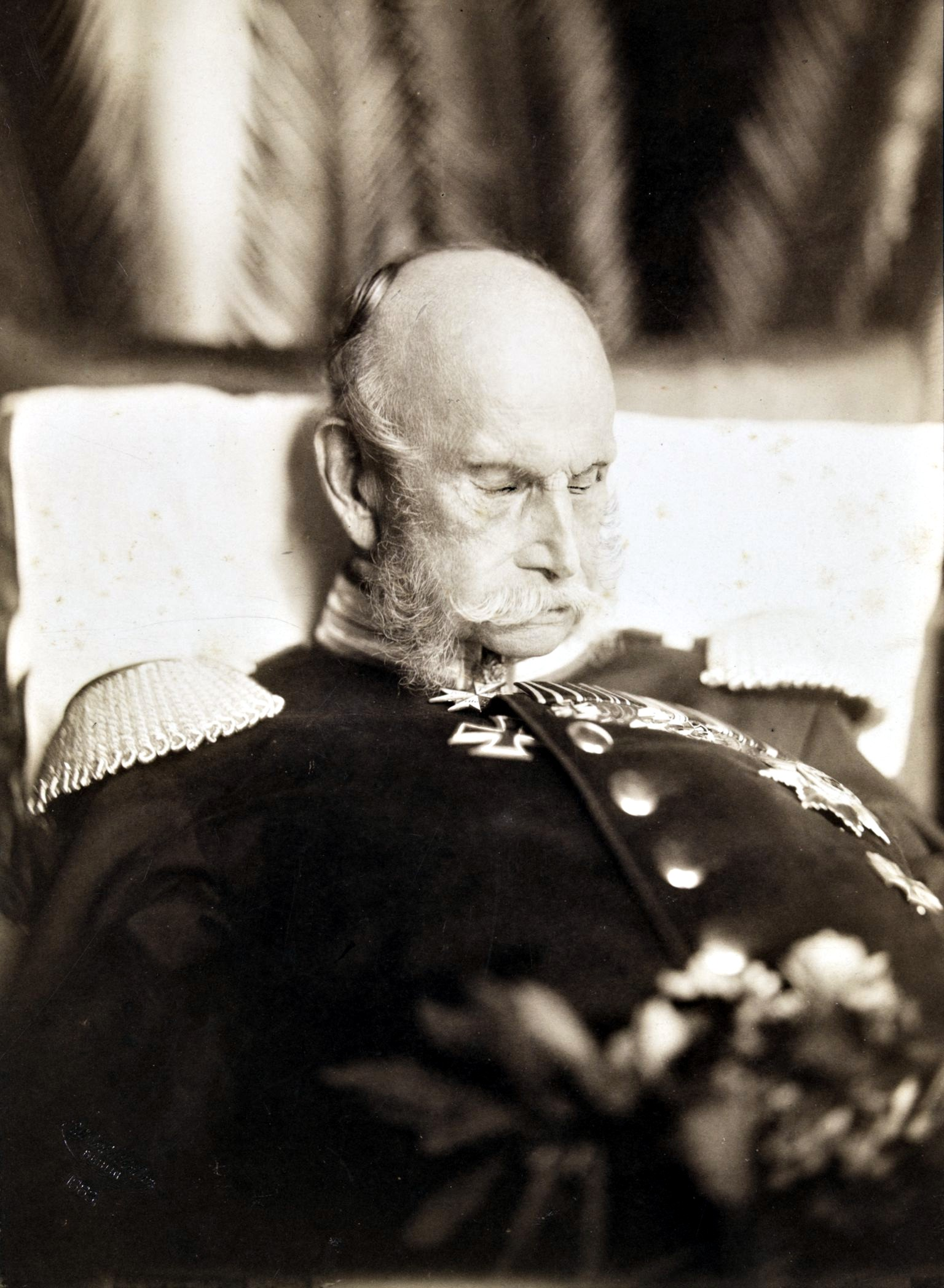
Cesarz Wilhelm I po śmierci

Cesarz Wilhelm I zmarł po krótkiej chorobie 9 marca 1888 roku. Tydzień później został pochowany w mauzoleum w Charlottenburgu.

## Awanse wojskowe
- Fähnrich (chorąży) – 1.01.1806
- Leutnant (podporucznik) – 14.10.1807
- Oberleutnant (porucznik)
- Hauptmann (kapitan) – 1814
- Major (major) – 8.06.1817
- Oberstleutnant (podpułkownik)
- Oberst (pułkownik)
- Generalmajor (generał major) – 1818
- Generalleutnant (generał porucznik) – 1.05.1820
- General der Infanterie (generał piechoty) – 1840

## Pełna tytulatura
Wilhelm, z łaski Bożej cesarz niemiecki, król Prus, margrabia Brandenburgii, burgrabia Norymbergi, hrabia Hohenzollern, suweren i wielki książę Śląska oraz hrabstwa kłodzkiego, wielki książę Nadrenii i Poznania, książę Saksonii, Westfalii i Angarii, Pomorza, Lüneburga, Szlezwiku, Holsztynu, Magdeburga, Bremy, Geldrii, Kleve, Jülich i Bergu, jak również Wendów i Kaszubów, Krosna n. Odrą, Lęborka, Meklemburgii etc. landgraf Hesji i Turyngii, margrabia Górnych i Dolnych Łużyc, książę Oranii, książę Rugii, Fryzji Wschodniej, Paderborn i Pyrmontu, Halberstadt, Münster, Minden, Osnabrück, Hildesheim, Verden, Kamienia, Fuldy, Nassau, Mörs etc. uksiążęcony hrabia Hennebergu, hrabia Marchii, Ravensburga, Hohenstein, Tecklenburga i Lingen, Mansfeldu, Sigmaringen i Veringen, pan Frankfurtu, etc., etc.

## Genealogia
| Prapradziadkowie                                     | Król w Prusach Fryderyk Wilhelm I Hohenzollern (1688–1740) ∞1706 Zofia Dorota Hanowerska (1687–1757)       | Ferdynand Albert II z Brunszwiku (1680–1735) ∞1712 Antonina Amalia z Brunszwiku (1696–1762)                | Christian III Wittelsbach (Pfalz-Zweibrücken) (1674–1735) ∞ 1719 Karolina Nassau-Saarbrücken (1704–1774)   | landgraf Hesji-Darmstadt Ludwik VIII (1691–1768) ∞ 1717 Charlotta Krystyna Hanau-Lichtenberg (1700–1726)   | landgraf Hesji-Darmstadt Ludwik VIII (1691–1768) ∞ 1717 Charlotta Krystyna Hanau-Lichtenberg (1700–1726) | Krystian Karol Leiningen-Dagsburg-Falkenburg (1695–1766) ∞ 1726 Katarzyna Polyxena Solms-Rödelheim (1702–1765) | Adolf Fryderyk II z Meklemburgii-Strelitz (1658–1708) ∞ 1705 Krystyna Emilia Schwarzburg-Sondershausen (1681–1715) | Ernest Fryderyk I z Saksonii-Hildburghausen (1681–1724) ∞ 1704 Zofia Albertyna Erbach-Erbach (1683–1742)   |
| Pradziadkowie                                        | August Wilhelm Hohenzollern (1722–1758) ∞1742 Ludwika Amalia z Brunszwiku-Lüneburga (1722–1780)            | August Wilhelm Hohenzollern (1722–1758) ∞1742 Ludwika Amalia z Brunszwiku-Lüneburga (1722–1780)            | Karolina Wittelsbach (Pfalz-Zweibrücken) (1721–1774) ∞1741 landgraf Hesji-Darmstadt Ludwik IX (1719–1790)  | Karolina Wittelsbach (Pfalz-Zweibrücken) (1721–1774) ∞1741 landgraf Hesji-Darmstadt Ludwik IX (1719–1790)  | Jerzy Wilhelm z Hesji-Darmstadt (1722–1782) ∞1748 Maria Luiza Leiningen-Dagsburg-Falkenburg (1729–1818)  | Jerzy Wilhelm z Hesji-Darmstadt (1722–1782) ∞1748 Maria Luiza Leiningen-Dagsburg-Falkenburg (1729–1818)        | Karol I z Meklemburgii-Strelitz (1708–1752) ∞1735 Elżbieta Albertyna z Saksonii-Hildburghausen (1713–1761)         | Karol I z Meklemburgii-Strelitz (1708–1752) ∞1735 Elżbieta Albertyna z Saksonii-Hildburghausen (1713–1761) |
| Dziadkowie                                           | Król Prus Fryderyk Wilhelm II Hohenzollern (1744–1797) ∞1769 Fryderyka Luiza z Hesji-Darmstadt (1751–1805) | Król Prus Fryderyk Wilhelm II Hohenzollern (1744–1797) ∞1769 Fryderyka Luiza z Hesji-Darmstadt (1751–1805) | Król Prus Fryderyk Wilhelm II Hohenzollern (1744–1797) ∞1769 Fryderyka Luiza z Hesji-Darmstadt (1751–1805) | Król Prus Fryderyk Wilhelm II Hohenzollern (1744–1797) ∞1769 Fryderyka Luiza z Hesji-Darmstadt (1751–1805) | Fryderyka Karolina z Hesji-Darmstadt (1752–1782) ∞1768 Karol II z Meklemburgii-Strelitz (1741–1816)      | Fryderyka Karolina z Hesji-Darmstadt (1752–1782) ∞1768 Karol II z Meklemburgii-Strelitz (1741–1816)            | Fryderyka Karolina z Hesji-Darmstadt (1752–1782) ∞1768 Karol II z Meklemburgii-Strelitz (1741–1816)                | Fryderyka Karolina z Hesji-Darmstadt (1752–1782) ∞1768 Karol II z Meklemburgii-Strelitz (1741–1816)        |
| Rodzice                                              | Król Prus Fryderyk Wilhelm III Pruski (1770–1840) ∞1793 Luiza z Meklemburgii-Strelitz (1776–1810)          | Król Prus Fryderyk Wilhelm III Pruski (1770–1840) ∞1793 Luiza z Meklemburgii-Strelitz (1776–1810)          | Król Prus Fryderyk Wilhelm III Pruski (1770–1840) ∞1793 Luiza z Meklemburgii-Strelitz (1776–1810)          | Król Prus Fryderyk Wilhelm III Pruski (1770–1840) ∞1793 Luiza z Meklemburgii-Strelitz (1776–1810)          | Król Prus Fryderyk Wilhelm III Pruski (1770–1840) ∞1793 Luiza z Meklemburgii-Strelitz (1776–1810)        | Król Prus Fryderyk Wilhelm III Pruski (1770–1840) ∞1793 Luiza z Meklemburgii-Strelitz (1776–1810)              | Król Prus Fryderyk Wilhelm III Pruski (1770–1840) ∞1793 Luiza z Meklemburgii-Strelitz (1776–1810)                  | Król Prus Fryderyk Wilhelm III Pruski (1770–1840) ∞1793 Luiza z Meklemburgii-Strelitz (1776–1810)          |
| Wilhelm I Hohenzollern (1797–1888), Cesarz niemiecki | | | | | | | | |